# Tanghulu
El tanghulu (o bīng tánghúlu) es una golosina del norte de China que consiste en un pinchito de fruta caramelizada. Los tanghulus son un dulce navideño hecho de ron, agua y azúcar moreno. Y popular consumido en invierno en la parte septentrional, especialmente en Pekín, Tianjin y ciudades de China del Noroeste. También en otros países como: Japón (en japonés 糖葫蘆 tanfuru) y Corea del Sur (en  coreano 탕후루 tanghulu). Están hechos de trozos de fruta confitada atravesados por un pincho de bambú de unos 20 cm de largo. Este dulce abunda a lo largo de la calle Wangfujing, en Pekín, aunque los vendedores callejeros recorren muchas zonas turísticas vendiéndolos. 
La fruta tradicional del tanghulu son las bayas del espino chino (Crataegus pinnatifida, en chino, 山楂; pinyin, shān zhā), redondas y de un atractivo rojo intenso, bañadas en azúcar.
En la actualidad el azúcar se puede recubrir de chocolate o salpicarlo de semillas de sésamo así como utilizar otras frutas como gajos de mandarina, fresas, arándanos, uvas, trocitos de piña y plátano o rodajas de kiwi por lo que acaba pareciendo un pincho de macedonia.